# Václav Chaloupka
Václav Chaloupka (Šternberk, 18 de febrero de 1998) es un deportista checo que compite en piragüismo en la modalidad de eslalon.
Ganó dos medallas en el Campeonato Mundial de Piragüismo en Eslalon de 2021 y dos medallas en el Campeonato Europeo de Piragüismo en Eslalon, en los años 2020 y 2024.
En los Juegos Europeos de Cracovia 2023 consiguió una medalla de bronce en la prueba de C1 individual.

## Palmarés internacional
| Campeonato Mundial | Campeonato Mundial      | Campeonato Mundial | Campeonato Mundial |
| Año                | Lugar                   | Medalla            | Competición        |
| ------------------ | ----------------------- | ------------------ | ------------------ |
| 2021               | Bratislava (Eslovaquia) | Medalla de oro     | C1 individual      |
| 2021               | Bratislava (Eslovaquia) | Medalla de plata   | C1 por equipos     |
| Juegos Europeos    |                         |                    |                    |
| Año                | Lugar                   | Medalla            | Competición        |
| 2023               | Cracovia (Polonia)      | Medalla de bronce  | C1 individual      |
| Campeonato Europeo |                         |                    |                    |
| Año                | Lugar                   | Medalla            | Competición        |
| 2020               | Praga (República Checa) | Medalla de bronce  | C1 individual      |
| 2024               | Tacen (Eslovenia)       | Medalla de plata   | C1 por equipos     |